# Ancylostomatinae
Die Ancylostomatinae sind eine der beiden Unterfamilien der Hakenwürmer mit 211 Arten, die bei Säugetieren im Darm parasitieren.

## Merkmale
Es sind Hakenwürmer mit schräg nach oben gerichteter Mundöffnung. Die Mundkapsel (Mundhöhle mit verdickter Wand) ist an den Ecken mit Schneidestrukturen ausgestattet, Zähne sind nach innen gerichtet. Das Vorderende des Ösophagus ist häufig deutlich erweitert.

## Systematik
Die Unterfamilie wird in zwei Tribus, sechs Untertribus und 18 Gattungen unterteilt:
- Tribus Ancylostomatini Looss, 1905 (Lichtenfels, 1980)
  - Subtribus Ancylostomatinii Looss, 1905
    - Ancylostoma Dubini, 1843
    - Galoncus Railliet, 1918

  - Subtribus Arthrocephalinii Schmidt & Kuntz, 1968
    - Arthrocephalus Ortlepp, 1925
    - Arthrostoma Cameron, 1927
    - Placoconus Webster, 1956

  - Subtribus Globocephalinii Travassos & Vogelsang, 1932
    - Globocephalus Molin, 1861

  - Subtribus Uncinariinii Stiles, 1903
    - Bioccastrongylus Chabaud & Petter, 1961
    - Uncinaria Froelich, 1789
- Tribus Bunostomini Railliet & Henry, 1909
  - Subtribus Acheilostominii Lichtenfels, 1980
    - Acheilostoma Leiper, 1911
    - Tetragomphius Baylis & Daubney, 1923

  - Subtribus Bunostominii Railliet & Henry, 1909
    - Bathmostomum Railliet & Henry, 1909
    - Brachyclonus Railliet & Henry, 1910
    - Bunostomum Railliet, 1902
    - Cameronecator Lichtenfels, 1980
    - Gaigeria Railliet & Henry, 1910
    - Grammocephalus Railliet & Henry, 1910
    - Monodontus Molin, 1861
    - Necator Stiles, 1903